# 橋本 (青森市)
橋本（はしもと）は青森県青森市の地名。一丁目から三丁目までが設置されている。郵便番号030-0823。

## 地理
青森市中心地区に属する。主要施設が固まっているのは国道4号線沿いである。北から1丁目、2丁目、3丁目が国道4号と旧線路通りによって分けられているが、南側は国鉄浦町駅があった頃の名残として、現在もJR浦町アパートが残る。東西は国道103号と平和公園通りで分けられている。

## 交通

### 道路

#### 国道
- 国道4号 - 一丁目と二丁目の境界を通る。沿道は青森みちのく銀行本店があり、周辺には他の金融機関が主要支店を置いている。ほか、生命保険会社のビル等がある。
- 国道103号 - 通称「観光通り」。詳細は「3･3･6 十和田通り線」で後述。

#### 青森市都市計画道路
- 3･3･2 青森駅通り合浦線 - 一丁目の北端で、本町五丁目との境をなす。通称「新町通り」と呼ばれる青森県道16号青森停車場線の東に連続する部分。かつては「寺町通り」と呼ばれ、現在は「本町通り」とも呼ばれる。沿道は、飲食店が多く、事務所・ホテル等が点在する。
- 3･3･6 十和田通り線 - 地内の西端、本町・中央との境界を通る。国道から北は「旧税務署通り」あるいは「観光通り海手」。国道4号より南は国道103号となる。通称「観光通り」。沿道は、商店と事務所が建ち並ぶ。
- 3･4･3 蜆貝八重田線 - 地内の東端、青柳・堤町・松原との境界を通る。通称「平和公園通り」、かつては「浦町駅通り」。沿道は、商店等が並ぶ。

## 歴史
大字浦町の小字「橋本」がこの地名の由来である。1968年（昭和43年）9月1日、青森市中部地区住居表示実施により、橋本一～三丁目が置かれた。
- 橋本一丁目 - 鍛冶町、大工町、浦町字橋本の各一部
- 橋本二・三丁目 - 浦町字橋本の一部

なお、大字浦町字橋本は青森信号場の敷地の一部に残る。

## 施設
（一丁目）
- 青森市立橋本小学校 - 寺山修司の母校。
- スーパーホテル青森
- 青森みちのく銀行本店
- 青い森信用金庫青森営業部
- 甲南アセット青森ビル（旧 住友生命青森ビル）

（二丁目）
- NTT東日本青森支店
- NTTコミュニケーションズビジネスユーザー事業部青森営業所
- 青森商工会議所
- 浦町神明宮
- 龍神宮

（三丁目）
- JR東日本浦町アパート